# Trận Y Khuyết
Trận Y Khuyết (伊阙之战, Y Khuyết chi chiến) là một trận đánh diễn ra vào năm 293 TCN tại Y Khuyết, nay thuộc địa phận Lạc Dương, Hà Nam. Trong trận này, quân Tần do Bạch Khởi chỉ huy đã đập tan nát liên quân Ngụy-Hàn do Công Tôn Hỉ chỉ huy, giết 24 vạn binh sĩ liên quân và bắt sống được Công Tôn Hỉ. Sau trận đánh, 5 thành của Hàn và Ngụy, trong đó có cả Y Khuyết, đã lọt vào tay quân Tần. Hàn và Ngụy buộc phải cắt đất cầu hòa.

## Bối cảnh

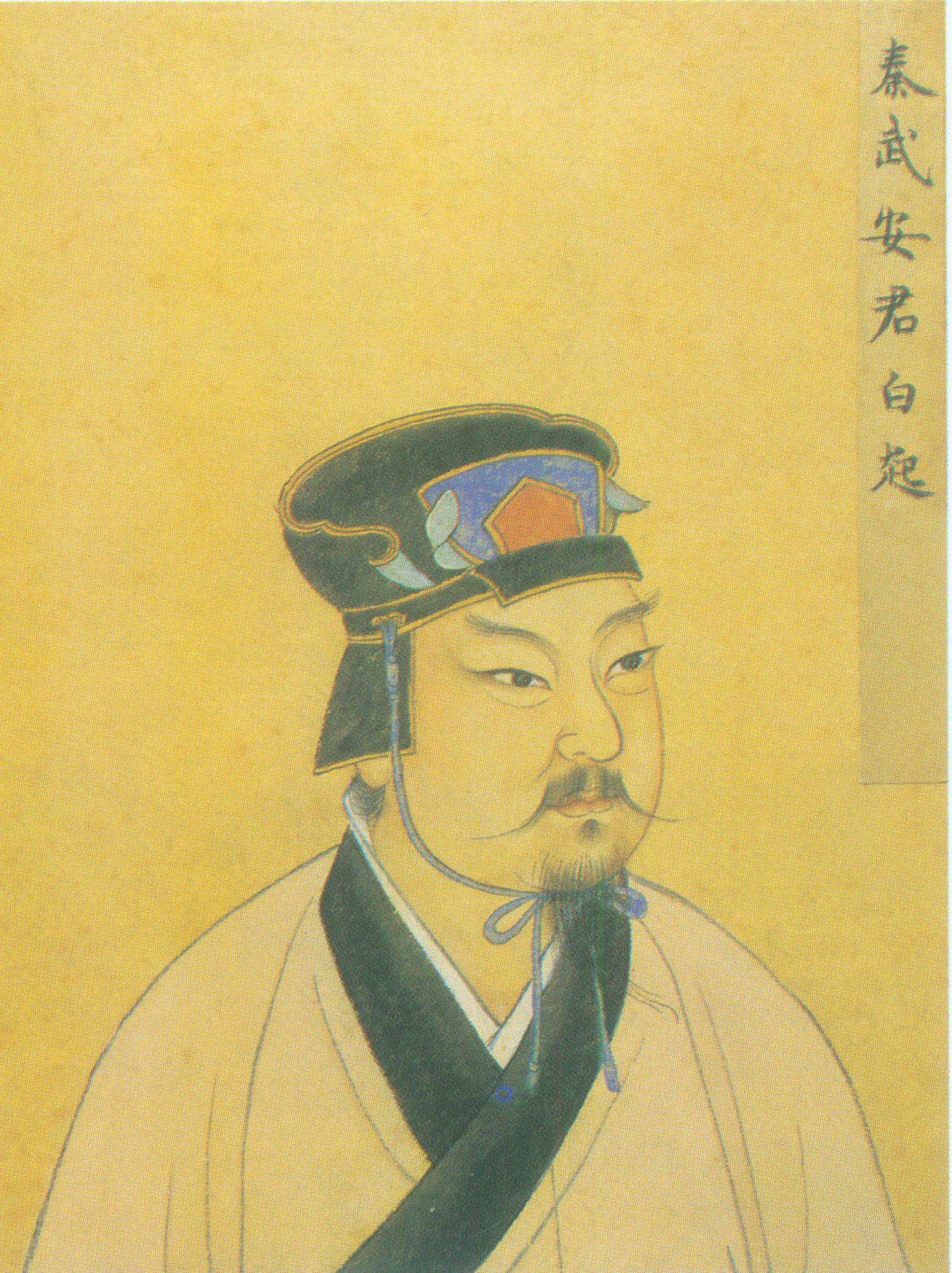
Trận Y Khuyết

Sau cải cách của Thương Ưởng, nước Tần phát triển mạnh mẽ về mặt kinh tế và dần dần trở thành một thế lực quân sự hùng mạnh, nhiều lần đánh bại và lấn chiếm đất đai của các nước xung quanh như Triệu, Ngụy, Hàn, Sở.
Năm 294 TCN, tướng Bạch Khởi tấn công Hàn và chiếm lấy một thành trì quan trọng. Trước đó, Hàn và Ngụy đang kình nhau nên sự chú ý về phía Tần có giảm đi; nay trước mối đe dọa của Tần hai nước liền gác lại thù riêng và hợp binh chống Tần. Một đạo binh vài chục vạn người được trưng tập và dàn quân giáp mặt Tần trên một mặt trận lớn bao gồm năm thành và nhiều vị trí phòng thủ dọc theo các con sông và dãy núi. Mặc dù phía quân Tần chỉ có 12 vạn binh sĩ , tuy nhiên Hàn và Ngụy vẫn lo sợ trước sự anh dũng thiện chiến của quân Tần nên đã quyết định không tấn công trước mà đào hào đắp lũy lập thế phòng thủ. Tình trạng này kéo dài tới năm 293 TCN.

## Diễn biến
Bạch Khởi biết rõ mối hiềm thù giữa Hàn và Ngụy vẫn còn sờ sờ ở đó, vì vậy ông quyết định sử dụng kế ly gián. Đầu tiên, ông tấn công Hàn để dụ quân Hàn ra xa khỏi quân Ngụy, sau đó đem đại quân thọc vào khoảng hở giữa quân đội hai nước, đánh ngay vào điểm yếu của quân Ngụy vốn trước kia được cánh quân của Hàn che đỡ. Việc này khiến Ngụy nghi ngờ Hàn cố tình không chịu tương trợ cho Ngụy trong cuộc chiến chống Tần. Mâu thuẫn giữa hai đội quân càng lúc càng tăng và vì vậy Hàn quyết định bỏ mặc Ngụy, thu quân về bảo toàn lực lượng cho mình.
Sau khi chia rẽ thành công Hàn và Ngụy, Bạch Khởi quyết định "bẻ đũa từng chiếc". Ông tránh giao chiến với Hàn mà dồn sức đánh Ngụy - lúc này đã hoàn toàn tác chiến đơn độc. Sau vài tháng chiến đấu quyết liệt, quân Ngụy đã hoàn toàn bị đánh bại. Lúc này Bạch Khởi xua quân ồ ạt tấn công Hàn, bao vây và tiêu diệt toàn bộ quân đội nước này. Sử ký ghi nhận 24 vạn liên quân Hàn-Ngụy bị giết, chủ tướng Công Tôn Hỉ của liên quân cũng bị bắt sống.

## Kết quả
Cùng với trận Trường Bình, trận Y Khuyết đánh dấu một mốc quan trọng trong việc Tần thống nhất Trung Nguyên. Sau trận đánh này, lần đầu tiên ảnh hưởng của Tần đã bắt đầu lan tới miền Trung của Trung Hoa. Quân đội Hàn và Ngụy đã bị tiêu diệt sau thảm họa Y Khuyết và cả hai nước buộc phải cắt đất để cầu hòa. Tuy nhiên tình thế đã dường như trở nên không thể đảo ngược được và 6 thập kỷ sau đó, Hàn và Ngụy bị Tần diệt.